# ديترويت (مين)
ديترويت (بالإنجليزية: Detroit, Maine)‏ هي بلدة أمريكية تقع في الولايات المتحدة في Somerset County. يقدر عدد سكانها بـ 852 نسمة ومساحتها 52.89 كم2 وترتفع عن سطح البحر 60 متر.

## التركيبة السكانية
قام مكتب تعداد الولايات المتحدة بتحديد بيانات التركيبة السكانية لديترويت في تعداد الولايات المتحدة. في ما يلي، التركيبة السكانية حسب تعدادي 2000 و2010.

### تعداد عام 2000
بلغ عدد سكان ديترويت 816 نسمة بحسب تعداد عام 2000، وبلغ عدد الأسر 328 أسرة وعدد العائلات 226 عائلة مقيمة في البلدة. في حين سجلت الكثافة السكانية 40.3 نسمة لكل ميل مربع (15.6/كم2). وبلغ عدد الوحدات السكنية 362 وحدة بمتوسط كثافة قدره 17.9 نسمة لكل ميل مربع (6.9/كم2).
وتوزع التركيب العرقي للبلدة بنسبة 98.77% من البيض و 0.12% من الأمريكيين الأصليين و 0.25% من الأمريكيين الأفارقة و 0.86% من عرقين مختلطين أو أكثر.
بلغ عدد الأسر 328 أسرة كانت نسبة 31.7% منها لديها أطفال تحت سن الثامنة عشر تعيش معهم، وبلغت نسبة الأزواج القاطنين مع بعضهم البعض 57.6% من أصل المجموع الكلي للأسر، ونسبة 6.7% من الأسر كان لديها معيلات من الإناث دون وجود شريك، وكانت نسبة 30.8% من غير العائلات. تألفت نسبة 23.5% من أصل جميع الأسر من أفراد ونسبة 8.5% كانوا يعيش معهم شخص وحيد يبلغ من العمر 65 عاماً فما فوق. وبلغ متوسط حجم الأسرة المعيشية 2.91، أما متوسط حجم العائلات فبلغ 2.49.
بلغ العمر الوسطي للسكان 37 عاماً. وكانت نسبة 24.8% من القاطنين تحت سن الثامنة عشر، وكانت نسبة 7.1% بين الثامنة عشر والأربعة وعشرون عاماً، ونسبة 31.0% كانت واقعةً في الفئة العمرية ما بين الخامسة والعشرون حتى والأربعة وأربعون عاماً، ونسبة 26.2% كانت ما بين الخامسة والأربعون حتى الرابعة والستون، ونسبة 10.9% كانت ضمن فئة الخامسة والستون عاماً فما فوق. يوجد لكل 100 أنثى 100.5 ذكر، ويوجد لكل 100 أنثى في الثامنة عشر من عمرها فما فوق 101.3 ذكر.
بلغ متوسط دخل الأسرة في البلدة 29,938 دولار، أما متوسط دخل العائلة فبلغ 34,167 دولار. وكان متوسط دخل الذكور 27,303 دولار مقابل 20,119 دولار للإناث. وسجل دخل الفرد الخاص بالبلدة 13,937 دولار. وكانت نسبة 9.4% من العائلات ونسبة 14.3% من السكان تحت خط الفقر، وكان من هؤلاء نسبة 16.0% تحت سن الثامنة عشر ونسبة 9.9% في الخامسة والستين من العمر وما فوق.

### تعداد عام 2010
بلغ عدد سكان ديترويت 852 نسمة بحسب تعداد عام 2010، وبلغ عدد الأسر 337 أسرة وعدد العائلات 237 عائلة مقيمة في البلدة. في حين سجلت الكثافة السكانية 42.1 نسمة لكل ميل مربع (16.3/كم2). وبلغ عدد الوحدات السكنية 382 وحدة بمتوسط كثافة قدره 18.9 لكل ميل مربع (7.3/كم2).
وتوزع التركيب العرقي للبلدة بنسبة 98.6% من البيض و 0.7% من الأمريكيين الأصليين و 0.1% من الأمريكيين الأفارقة و 0.6% من عرقين مختلطين أو أكثر.
بلغ عدد الأسر 337 أسرة كانت نسبة 34.7% منها لديها أطفال تحت سن الثامنة عشر تعيش معهم، وبلغت نسبة الأزواج القاطنين مع بعضهم البعض 52.2% من أصل المجموع الكلي للأسر، ونسبة 12.8% من الأسر كان لديها معيلات من الإناث دون وجود شريك، بينما كانت نسبة 5.3% من الأسر لديها معيلون من الذكور دون وجود شريكة وكانت نسبة 29.7% من غير العائلات. تألفت نسبة 23.1% من أصل جميع الأسر من أفراد ونسبة 8.9% كانوا يعيش معهم شخص وحيد يبلغ من العمر 65 عاماً فما فوق. وبلغ متوسط حجم الأسرة المعيشية 2.89، أما متوسط حجم العائلات فبلغ 2.53.
بلغ العمر الوسطي للسكان 41.5 عاماً. وكانت نسبة 23.9% من القاطنين تحت سن الثامنة عشر، وكانت نسبة 6.4% بين الثامنة عشر والأربعة وعشرون عاماً، ونسبة 25.5% كانت واقعةً في الفئة العمرية ما بين الخامسة والعشرون حتى والأربعة وأربعون عاماً، ونسبة 31.4% كانت ما بين الخامسة والأربعون حتى الرابعة والستون، ونسبة 12.8% كانت ضمن فئة الخامسة والستون عاماً فما فوق. وتوزع التركيب الجنسي للسكان بنسبة 50.5% ذكور و49.5% إناث.